# Kemiluminescens
Kemiluminescens er udsendelse af lys (luminescens) som resultat af en kemisk reaktion. Selve lysudsendelsen sker ved at en exciteret tilstand [◊] henfalder til en lavere energitilstand. Givet reaktanterne A og B, med den exciterede tilstand ◊, er reaktionen generelt:
{\displaystyle {\ce {{A}+{B}->\lozenge ->{produkter}+{lys}}}}
Hvis [A] fx er luminol, og [B] er hydrogenperoxid, bliver reaktionen:
{\displaystyle {\ce {{\underset {luminol}{C8H7N3O2}}+{\underset {hydrogenperoxide}{H2O2}}->3-APA[\lozenge ]->{3-APA}+lys}}}
hvor:
- 3-APA er 3-aminophthalate
- 3-APA[◊] er den eksisterede tilstand.